# آی‌آی‌دی‌اف
آی‌آی‌دی‌اف (روسی: Фонд развития интернет-инициатив) شرکت سرمایه‌گذاری روس است، که در سال ۱۹۹۰ تأسیس شد.